# Lijst van wielrenners - D
Dit is een lijst van wielrenners met als beginletter van hun achternaam een D.

## Da
- Hans Daams
- Jessie Daams
- Carlos Da Cruz
- Mauro Da Dalto
- Emile Daems
- Nathan Dahlberg
- Stine Dale
- Antoine Dalibard
- Tiziano Dall'Antonia
- Laurens ten Dam
- Piet Damen
- Crescenzo D'Amore
- Michele Dancelli
- Stuart Dangerfield
- Camille Danguillaume
- Jean-Pierre Danguillaume
- Daniel Sesma
- Tom Danielson
- Gustave Danneels
- Jean Dargassies
- Gianni Da Ros
- André Darrigade
- Roger Darrigade
- Acácio da Silva
- Vincent Dauga
- Wilfried David
- Vasili Davidenko
- Allan Davis
- Scott Davis
- Thomas Davy
- Peter Dawson
- Ben Day

## De
- Julian Dean
- Bert De Backer
- Karel De Baere
- Gerard Debaets
- Emile De Beukelaer
- Danny De Bie
- Mike De Bie
- Rudy De Bie
- Marc De Block
- Jaak De Boever
- Willy De Bruyn
- Fred De Bruyne
- Franky De Buyst
- Arthur Decabooter
- Edgard De Caluwé
- José De Cauwer
- André Declerck
- Tim Declercq
- Hans De Clercq
- Mario De Clercq
- Peter De Clercq
- René De Clercq
- Roger De Clercq
- Roger Decock
- Raymond De Corte
- Roger De Corte
- Lieselot Decroix
- Sheldon Deeny
- Dimitri De Fauw
- Nino Defilippis
- André Defoort
- Odiel Defraeye
- Jules Defrance
- Enrico Degano
- Thomas De Gendt
- John Degenkolb
- Francis De Greef
- Thierry De Groote
- Klaas De Gruyter
- Gaston Degy
- Kenny Dehaes
- Alois De Hertog
- Elizabeth Deignan
- Philip Deignan
- Noël Dejonckheere
- Albert Dejonghe
- Ludo De Keulenaer
- Yoica de Kock
- Bert Dekker
- David Dekker
- Erik Dekker
- Thomas Dekker
- Hans Dekkers
- Hans Dekkers
- David de la Fuente
- Fien Delbaere
- Cesare Del Cancia
- Jesús del Nero
- Milena Del Sarto
- Mickaël Delage
- Anthony Delaplace
- Louis De Lannoy
- Edmond De Lathouwer
- Léon De Lathouwer
- Julien Delbecque
- Jimmy Delbove
- Jérôme Delbove
- Ludo Delcroix
- Pedro Delgado (Perico)
- Gilles Delion
- Raymond Delisle
- Stefano Della Santa
- Alfons Deloor
- Gustaaf Deloor
- Jean-Luc Delpech
- Jean-Pierre Delphis
- Élise Delzenne
- Kenny De Maerteleire
- Paul Deman
- Jean Eudes Demaret
- Massimo Demarin
- Coralie Demay
- Philippe De Meersman
- Valerie Demey
- Marc Demeyer
- Robert De Middeleir
- Joop Demmenie
- Dirk Demol
- Maurice De Muer
- Frans De Mulder
- Marcel De Mulder
- Johan De Muynck
- Jef Demuysere
- Steven De Neef
- Patrick Deneut
- Stefan Denifl
- Paul Depaepe
- Noël De Pauw
- Richard Depoorter
- Prosper Depredomme
- Albert Depreitere
- Willy Derboven
- David Derepas
- Martin Derganc
- Michel Dernies
- Alain De Roo
- Jo De Roo
- David Deroo
- Guido De Rosso
- Jef Dervaes
- Germain Derycke
- Guido De Santi
- Laurent Desbiens
- Jos Deschoenmaecker
- Benny De Schrooder
- Henri Desgrange
- Maurice Desimpelaere
- Kevin Desmedt
- Andy De Smet
- Armand Desmet
- Gerard Desmet 1
- Gerard Desmet 2
- Gilbert Desmet I
- Gilbert Desmet II
- Gustaaf De Smet
- Léon Despontin
- Cyril Dessel
- Victor Dethier
- Christophe Detilloux
- Marie-Morgane le Deunff
- Dries Devenyns
- John Devine
- Erik De Vlaeminck
- Roger De Vlaeminck
- Liesbet De Vocht
- Wim De Vocht
- Stijn Devolder (de brommer)
- Hendrik Devos
- Léon Devos
- Henri Devroye
- Sofie De Vuyst
- Bert De Waele
- Fabien De Waele
- Maurice De Waele
- Sven De Weerdt
- Kevin De Weert
- Etienne De Wilde
- Sjef De Wilde
- Ronny De Witte
- Dirk De Wolf
- Fons De Wolf
- Henri De Wolf
- Steve De Wolf
- Stan Dewulf

## Dh
- Rudy Dhaenens
- Glenn D'Hollander
- Patrick D'Hont
- Robert D'Hont
- Michel D'Hooghe
- Jolien D'Hoore

## Di
- Herminio Díaz Zabala
- Alessio Di Basco
- Moreno Di Biase
- Piet Dickentman
- Frans Dictus
- Amalie Dideriksen
- David Abal Diego
- Ludo Dierckxsens (de Boemeltrein van Kasterlee)
- André Dierickx
- Bert Dietz
- Reimund Dietzen
- Andreas Dietziker
- Antoon Dignef
- Giuseppe Di Grande
- Rémy Di Grégorio
- Ellen van Dijk
- Stefan van Dijk
- Herbert Dijkstra
- Robert Dill-Bundi
- Silvan Dillier
- Danilo Di Luca (The Killer)
- Renaud Dion
- Charles Dionne
- Raffaele Di Paco
- Francesco Di Paolo
- Albertin Disseaux

## Dj
- Vjatsjeslav Djaditsjkin
- Aleksandr Djatsjenko
- Vjatsjeslav Djavanian
- Henrik Djernis
- Volodymyr Djoedja

## Dm
- Valeri Dmitriev

## Do
- Mitchell Docker
- Bart Dockx
- Gert Dockx
- Kurt Dockx
- Mieke Docx
- Mathieu Dohmen
- Yukihiro Doi
- Jean-Philippe Dojwa
- Evert Dolman
- Annelies Dom
- Iván Domínguez
- Juan Carlos Domínguez
- Jef Dominicus
- Jason Donald
- Massimo Donati
- Alessandro Donati
- Leo van Dongen
- Manfred Donike
- Gerd Dörich
- Jean-Baptiste Dortignacq
- Aimé Dossche
- Juan Pablo Dotti
- Jean Dotto
- Volodymyr Doema
- Sean Downey
- Anthony Doyle

## Dr
- Johannes Draaijer
- Pierre Drancourt
- André Drege
- Frank Dressler
- Ingrid Drexel
- Lomme Driessens
- Gustave Drioul
- Peter Drobach
- Tamara Dronova-Balabolina
- Mathieu Drujon
- Demmy Druyts
- Gerry Druyts
- Jessy Druyts
- Kelly Druyts
- Lenny Druyts

## Du
- Fabio Duarte
- Davy Dubbeldam
- Paul Duboc
- Gilbert Duclos-Lassalle
- Hervé Duclos-Lassalle
- Maarten Ducrot (de Koning van Biafra)
- Louis Duerloo
- Moisés Dueñas
- Laurent Dufaux
- Sjoukje Dufoer
- Timmy Duggan
- Ben Duijker
- Marcel Duijn
- Thom van Dulmen
- Samuel Dumoulin
- Tom Dumoulin
- Eddie Dunbar
- Conor Dunne
- Albert Dupont
- Hubert Dupont
- Jacques Dupont
- Marcel Dupont
- Leonardo Duque
- Jacky Durand
- Adriano Durante
- Kristijan Đurasek
- Luke Durbridge
- Sébastien Duret
- Maurice Dury
- Arkaitz Durán
- Marcel Dussault
- Sarah Düster
- Aurélien Duval
- Eugénie Duval
- Ann-Sophie Duyck
- Huub Duyn
- Leo Duyndam

## Dv
- Milan Dvorščík

## Dy
- Ben Dyball
- Chloé Dygert

A · B · C · D · E · F · G · H · I · J · K · L · M · N · O · P · Q · R · S · T · U · V · W · X · Y · Z